# Coveș, Sibiu
Coveș, mai demult Cuieșd (în dialectul săsesc Käbesch, Käbeš, în germană Käbisch, Kabisch, Käbesch, în maghiară Ágotakövesd, Kövesd) este o localitate componentă a orașului Agnita din județul Sibiu, Transilvania, România.

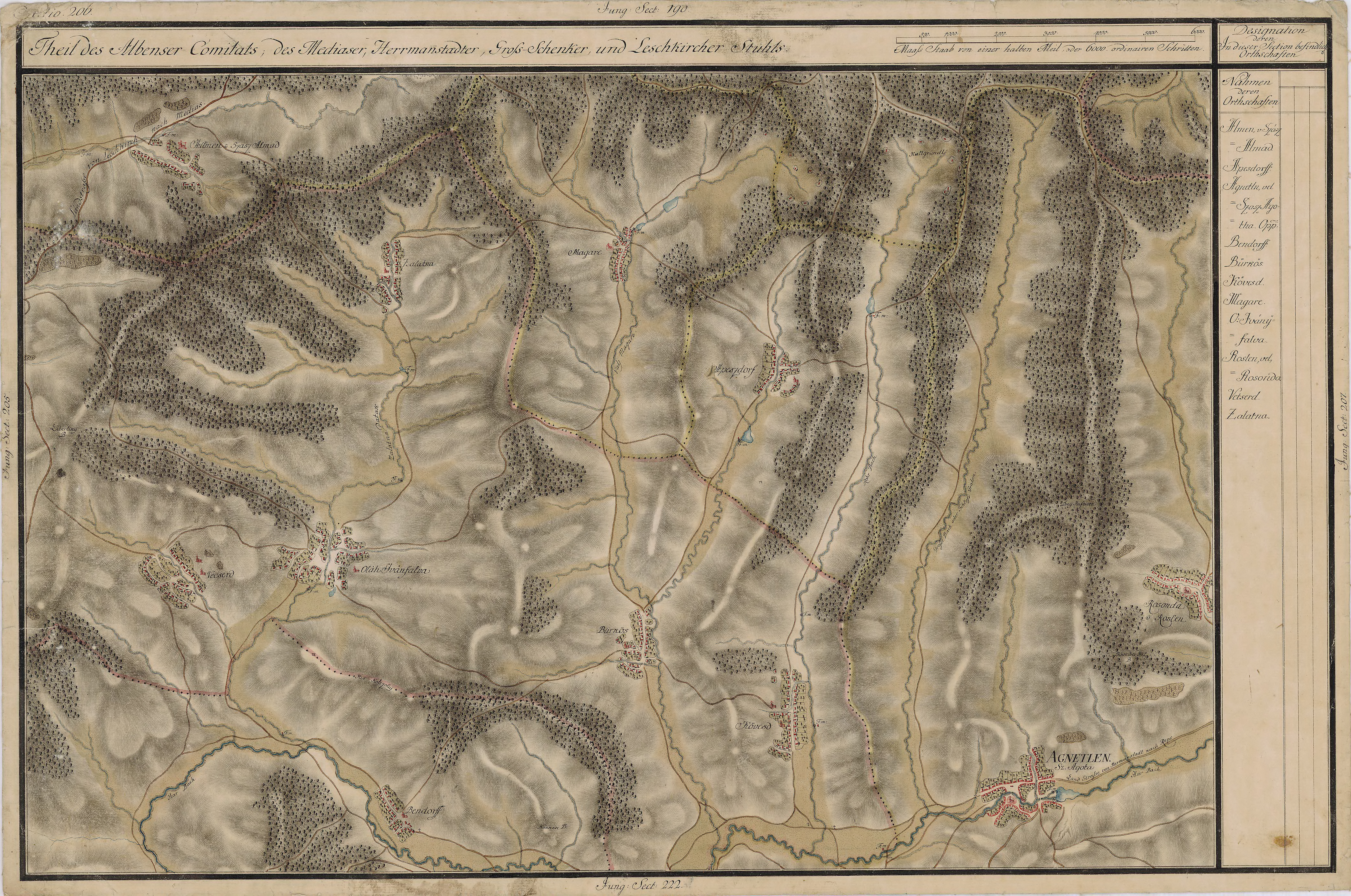
Coveş în Harta Iosefină a Transilvaniei, 1769-1773

În anul 1357 regele Ludovic cel Mare al Ungariei a dăruit magistrului Nicolaus mai multe feude, printre care și satul Kuesd (Coveș). Pentru aceasta a fost întocmit un document în limba latină, prin care Dieceza de Alba Iulia era însărcinată cu punerea în posesia magistrului a feudelor dăruite de rege.
Este primul document în care apare numele satului Coveș (Köves = „de piatră”, „pietros” în limba maghiară), aceasta fiind prima atestare documentară.

## Legături  externe
- Dicționar de localități din Transilvania Arhivat în 18 iunie 2009, la Wayback Machine.